# Acción Agraria Leonesa
Acción Agraria Leonesa (AAL) es un partido político de ideología conservadora, surgido en León (España) en 1931. Su presidencia fue ocupada por Joaquín López Robles.

## Historia
Su origen, como otros partidos conservadores del momento, parte de la proclamación de la II República. Su ideario era de clara ideología conservadora, centrado en la población masculina leonesa del entorno agrario. Se autodefinía como un partido de hombres del campo de rosotros curtidos por el sol y el aire. 
El congreso constituyente se celebró en León en 1931, y el segundo congreso un año después, el 30 de noviembre de 1932, designando como presidente honorífico a José María Gil Robles, entonces diputado.
En 1936 concurren a las elecciones integrándose en las listas de la Confederación Española de Derechas Autónomas (CEDA), y obteniendo resultados notables en las zonas agrícolas de la provincia de León.
Ese mismo año el partido desaparece con el estallido de la Guerra Civil Española.